# نبرد تیوکسبری
نبرد تیوکسبری (انگلیسی: Battle of Tewkesbury) در تاریخ چهارم می ۱۴۷۱ صورت گرفت، این نبرد یکی از نبردهای سرنوشت‌ساز جنگ‌های داخلی انگلستان موسوم به جنگ رزها بود، نیروهای وفادار به خاندان لنکستر به شکلی کامل توسط شاه ادوارد چهارم از خاندان رقیب یعنی خاندان یورک و حامیان آنها شکست خوردند، ادوارد، شاهزادهٔ ولز و بسیاری از اشراف برجستهٔ خاندان لنکستر در طول جنگ کشته شدند، به فاصلهٔ دو روز بعد تعدادی دیگر از آنها نیز از مخفیگاه‌هایشان بیرون کشیده و بلافاصله اعدام شدند، پادشاه لنکسترها، هنری ششم، که زندانی در برج لندن بود درگذشت، در برخی منابع اشاره شده که مدت زمان کوتاهی پس از جنگ به قتل رسید، تویکس‌بری تار زمان مرگ ادوارد چهارم به سال ۱۴۸۳ دارای ثبات سیاسی در انگلستان بود.

## نگارخانه

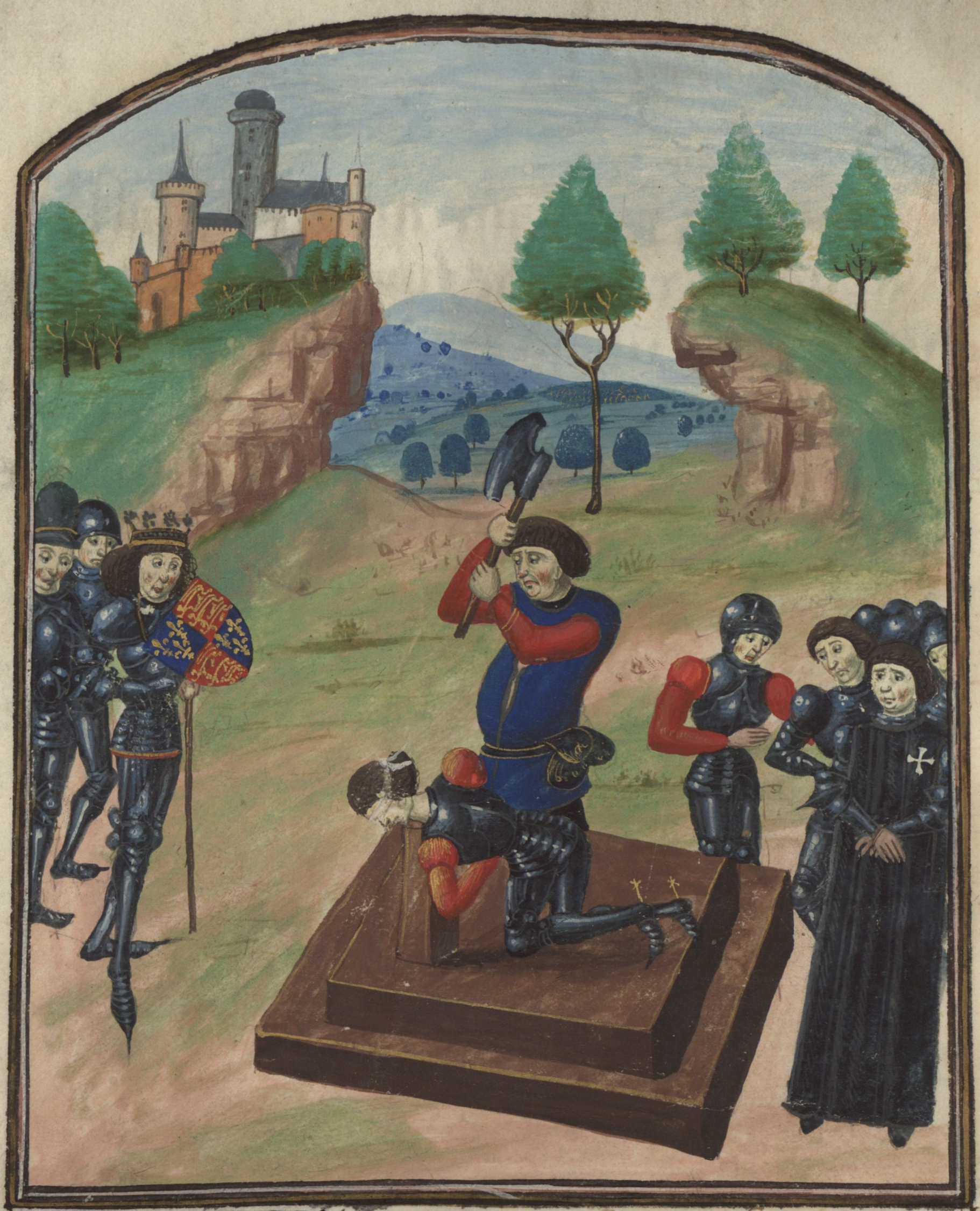
مراسم گردن زدن و اعدام دوک سامرست پس از پایان نبرد